# يو إف سي على إي إس بي إن: فونت ضد فيرا
يو إف سي على إي إس بي إن: فونت ضد فيرا (بالإنجليزية: UFC on ESPN: Font vs. Vera)‏ هو حدث لفنون القتال المختلطة نظمته يو إف سي، أُقيم في 30 أبريل 2022، على يو إف سي أبيكس في إنتربرايز، نيفادا، الولايات المتحدة.